# アクアポニックス

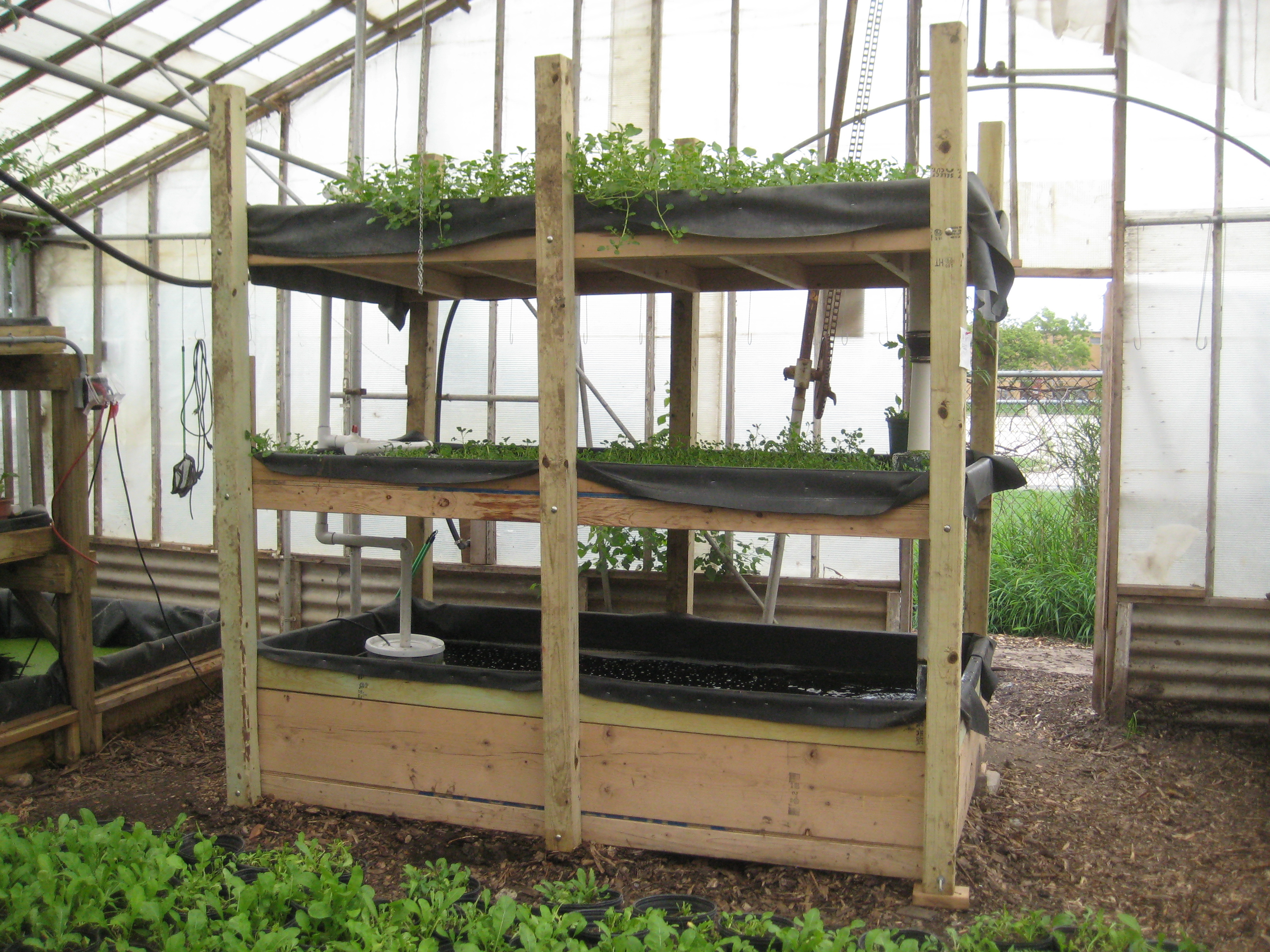
小型のアクアポニックスシステム。アクアポニックスという用語は、養殖(aquaculture)と水耕農業(hydroponic agriculture)からの造語。

アクアポニックスは、従来の水産養殖と作物の水耕栽培を組み合わせたシステム。巻き貝、魚、エビなどの飼育と水耕栽培とで共生環境を形成することを特徴としている。

## 概要
アクアポニックスの基本原理は、水棲生物の糞尿及び残餌に由来する魚毒性の強いアンモニアや亜硝酸を、微生物によって魚毒性の少ない硝酸まで硝化することで閉鎖環境の中で水棲生物を長期間生存あるいは増殖させるというものである。
一方で、時間の経過とともに硝酸が水中に蓄積してくるため、その硝酸を系から定期的に引き抜くことが必要となるが、この引き抜きの役割に硝酸を肥料として利用できる果菜を用いることで、水産物と農産物の両方を生産しようとすることがアクアポニックスの一つの特徴である。
アクアポニックスは、一般的にはアンモニアを亜硝酸から硝酸まで酸化する硝化のプロセスと、硝酸が植物へ利用しやすい窒素肥料として一般的であることを組み合わせたシステムとして理解されているが、実際は、より複雑で柔軟性のあるシステムであることを理解することが、アクアポニックスシステムを上手に活用する上で有益である。

## 好アンモニア性植物と好硝酸性植物の利用

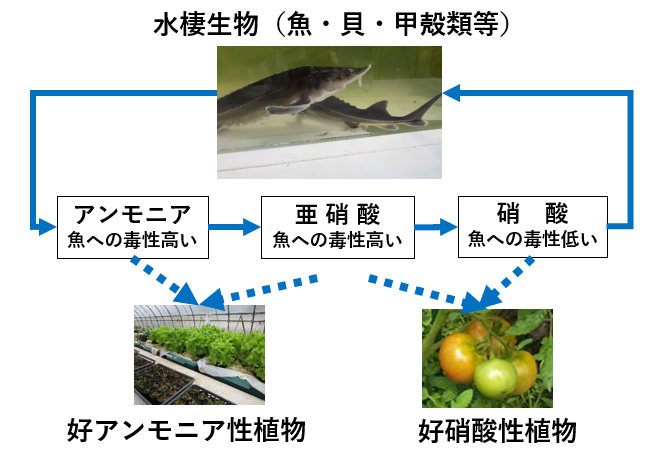
好アンモニア性植物と好硝酸性植物という概念を取り入れたアクアポニックスの新しい基本モデル。栽培植物の選定、硝化機能の低下する冬季に適した植物の選定が容易など従来よりもより利用度の高いモデルとなっている。

アクアポニックスにおけるアンモニアと硝酸の利用に関する研究や技術は昔から存在しており、Naegel（1977年）による研究では、魚と植物の循環システムが既に提案されており、このシステム内でのアンモニアと硝酸の利用が議論されている。また、McMurtryら（1990年, 1997年）は、水の再循環を利用した野菜の砂文化に関する研究を行っており、これもアンモニアと硝酸の利用に関する知見を提供している。
植物には、アンモニア、亜硝酸、硝酸をそれぞれ、直接肥料成分として利用できるものがある。作物分類の中では、好アンモニア性植物、好硝酸性植物という分類がある。好アンモニア性植物には、イネ、チャ、クランベリー、ブルーベリー、サトイモ、パイナップルなどがあり、アクアポニックスでよく利用されるレタスは好アンモニア性植物である。
一方好硝酸性植物としてはトマト、タバコ、トウガラシ、アズキ、ジャガイモ、エンドウ、ソラマメ、カブ、キャベツ、ハクサイ、ダイコン、カラシナ、ビート、ホウレンソウ、キュウリ、タマネギ、ライムギ、ソバ、ワタなどがあり畑作物の多くは好硝酸性植物である。
レタスを栽培に使うことは、硝酸を吸わせているというより糞尿から発生するアンモニアを直接レタスに吸収させていると理解する方が適切である。従って好アンモニア性植物と好硝酸性植物を知っていれば栽培に用いる作物の選定や水質の効果的な管理に利用することができる。また、硝化前のアンモニアを直接植物に吸わせることは硝化に必要なエネルギーを少なくすることにつながる。水温の低下する季節や環境では、硝化細菌の働きが極端に低下するため好アンモニア性植物の利用を理解することは特に重要である。
好アンモニア性植物と好硝酸性植物に関しては、アクアポニックスではほとんど用いられていない知識だが、これらの知識を知ることで、より深くアクアポニックスシステムを活用できるようになる。
アクアポニックスに好アンモニア性植物と好硝酸性植物という植物分類を組合せるという考え方は、飯島朗(飯島アクアポニクス）島田敏(島田設備株式会社）が国内では初めて提唱したものである。飯島らが2018年に第17回世界湖沼会議（いばらき霞ヶ浦2018）において配布資料として作成した小冊子　AQUAPONICS TECHNIQUE BOOKLET ～Further Aquaponics Technique～（つくば3Eフォーラム バイオマスタスクフォース 研究プロジェクト 飯島アクアポニクスチーム）で紹介している。　

## 光合成産物の根から水中への供給と循環（植物-微生物-水棲生物の相互作用）
一般的な土中において植物は、光合成産物の一部をムシゲルなどの形で根から根圏土壌に排出し、その有機物を利用して根圏部の微生物が増殖し、その根圏微生物が排出する物質を根から吸収し利用するという共生を行っている。根圏微生物の多くは、光合成ができないため、植物の生産する光合成産物を利用しているのである。アクアポニックスのように、水中にアンモニアや硝酸のような窒素源がある場合、水中の微生物は植物の根の出す有機物と水中の窒素を利用してアミノ酸やタンパク質を合成して成長や増殖を繰り返している。このことによって、水中の窒素量が減少し、同時に、水中の微生物量が増加し、植物も水中の窒素を吸収し体内でタンパク質等を合成し成長に利用するという相乗作用が発生していると考えられる。また、根部周辺の微生物の代謝産物の一部も植物によって吸収され、さらに増殖した微生物の一部は、水棲生物の餌となって利用されていることが推測される。
このように、植物による水棲生物の糞尿や残滓分解物の吸収利用に加えて、根から排出される光合成産物と糞尿や残滓分解物由来窒素の水中微生物による利活用と植物-溶液中微生物間の相互作用、水中で増殖した微生物と水棲生物との相互作用という複数のメカニズムが働き、養魚（あるいは養殖）と植物栽培にブースター的に機能してると考えられる。

## 栽培方式
アクアポニックスの栽培方式には、メディアベッド、DWC（Deep Water Culture system）、NFT（Nutrient Film Technique）の3つの基本方式が採用されている。

### メディアベッド
メディアベッドは、水槽に入れた栽培のための培地（発泡レンガ、軽石、砂利など）に水棲生物を飼育する水（養魚水）をポンプ等で直接投入することで植物を栽培する方法である。栽培培地と固形物のろ過・分解、アンモニアの微生物による酸化（硝化）を兼ねた多機能の枠割を担っている。また、オートサイフォンと呼ばれる間歇排水装置を設置することで常時、培地の空気の入れ替え行うことで、植物の根への酸素供給、メタンなどの根に悪影響を及ぼす固形物分解に由来するガスの排出、硝化に必要な酸素の供給、培地内に捕捉された固形物の重力方向への移動の促進による自浄機能などの複合的な機能を果たしている。簡単な方法で多岐な機能を持たせられるため、アクアポニックスでは最もポピュラーな手法である。一方で水槽に培地を設置するため、装置の重量が重くなること、培地に植えた植物を移動できないこと、栽培後培地に根が残るため後作前に培地を洗浄又は掃除する必要があるということ、機能部であるオートサイフォンに植物の根が絡みつき水が水槽からあふれるなどのトラブルがあるため定期的にオートサイフォンに伸びてきた根を掃除する必要があるというデメリットがある。メディアベッドでは、直接培地に植えるため様々な植物を育てることができる。しかし、産業用の生産を考えた場合、培地の清掃頻度を減らすため植え替えの少ない果菜類等の栽培により適した栽培方法であると考えられる。

#### メディアベッドの改良（根域制限メディアベッド、Root restricted media bed system、RRMBS）
従来のメディアベッドのデメリットを改善する方法の一つとして飯島朗・島田敏によって根域制限メディアベッドが、2015年に開発された。（特許JP6053088B1）。従来のメディアベッドは、栽培植物の根が培地の目詰まりやオートサイフォンなどの機能部の閉塞をもたらすというトラブルが発生したが、根域制限メディアベッドでは、植物の根が伸長する根域を防根透水シートで分離することでこれらのトラブルが発生することを解決した。根域を制限したことで、トラブルを解決するだけでなく異なるメリットが得られるようになった。例えば、根域を制限したことで栽培植物に水ストレスを与えることのができるため高糖度の果菜類生産が可能となったこと。給液が主に毛管現象で行われるため、不足する肥料成分を施肥できるようになったため健康な植物生産が可能になったこと。栽培用の培地と水質浄化機能部の培地を異なったものにできるようになり、培養土など植物栽培に適した培地を利用することができるようになったこと。栽培部分のみの入れ替えが可能なため、植え替え時に水質浄化部の機能が低下しないこと。などが挙げられる。飯島朗・島田敏は、さらに根域制限メディアベッドを活用し、ケイ酸分を多く含むもみ殻堆肥を使った培土を設計し、微量元素等の安定化、培土の軽量化、循環型資源の活用とともにケイ酸の働きによるアクアポニックス栽培での病虫害抵抗性の向上効を確認した。ケイ酸は、多くの作物で、光合成を向上させ生育向上や果実の糖度アップなど品質向上にも寄与することが知られており、アクアポニックスでも同様の効果を付与することができた。根域制限メディアベッドの開発とその応用により、従来のメディアベッドによるアクアポニックスでは、これまでできなかった肥料成分の安定化・病虫害への防疫効果・メンテナンスの容易化・植物植え替え時の水質浄化機能の安定化、という多くの問題点を解決し、根域制限、施肥の組合せによる果菜類の高糖度化など新たな可能性が発見された。根域制限メディアベッドは、実際に使用してみると、従来のメディアベッドに比べて、その実用性が大幅に向上し、果実の高糖度化が実現し家庭菜園や食育などで大幅に利用価値を向上させられることを実感した（飯島らが2017年度科学の甲子園ジュニア全国大会のエキシビジョンで中学生に高糖度ミニトマト試食体験を実施、2019年つくばサイエンスラボで小中学生に試食体験を実施した）。さらにアクアポニックスで課題となっていた病虫害の問題に、もみ殻堆肥由来のケイ酸で対応する方式を確立できたことなど、メディアベッドの課題を大幅に改善するとともに、従来のアクアポニックスシステムにはなかった品質改善、病虫害予防対策などの工夫が加わったユニーク方式といえた。このため、メディアベッド、DWC（Deep Water Culture system）、NFT（Nutrient Film Technique）の3つの基本方式に加えた4番目の基本方式、あるいはメディアベッドを発展させた3.5番目（第二世代のメディアベッド方式）の基本方式として将来普及する可能性があると考えられた。一方、施設の大規模化による農業生産施設としての可能性の模索など、生産性に関する課題については、今後さらに検討すべき課題が残されている。

## 養殖環境
アクアポニックスは、養殖（飼育）と栽培を同時に行う。多くの場合、アクアポニックスは、水棲生物、植物、微生物を中心に制御要素を語られる場合が多いが、実際には、水棲生物、植物、微生物だけでなく気温（水温）、光、空気、水、肥料、エネルギーの確保といった環境条件の制御が最も重要である。身土不二という言葉があるように、環境と主体は一体である。水棲生物、植物、微生物などからなる生物相での循環が安定して行える環境条件（気温（水温）、光、空気、水、肥料、エネルギー）がしっかり確保できれば循環システムはおのずと安定して立ち上げることができる。野鳥と木の実ハンドブック実（叶内拓哉　写真・文　文一総合出版）に野鳥が来る庭造りとして、鳥が好きな実のなる木を庭に植えるのがおすすめと書かかれている。庭に野鳥を寄せるには、野鳥が集まりやすくなるように庭の環境を整えることが大切なのだ。アクアポニックスも同様で、魚や植物が育つ（あるいは好んで育つ）環境を整備してあげることが最も重要で、その組み合わせを考えて実際に試せるところがアクアポニックスの強みであり楽しみである。鳥が好きな実のなる木を植えるということは、同時にいくつもの環境（餌、とまり木、安全な隠れ家など）が、同時に作り上げられる具体的なツールである。上記項目で説明した根域制限メディアベッドは、水質環境と栽培環境をそれぞれ別々に制御できるため植物も水棲生物もそれぞれ上手に育てやすいツールである。アクアポニックスは、小さいながらも地球システムそのものである。水質環境の悪化は水棲生物の斃死を引き起こす。また、植物の病気発生の多くは、水質環境の悪化のバロメーターである場合が多い。地球システムの実際、環境制御の失敗によるシステムの末路、生き残った水生生物、植物の再生、システム全体の再生、水質環境の短期的安定化技術、通年での安定化技術など環境悪化に対する対策技術を身に着けることは現在の地球環境問題を解決するための重要な知識・経験となる。また、植物を健全に育てる技術、水棲生物を増殖される技術、栄養価が高く美味しい農産物や健全で美味しい水棲生物を養殖する技術は、日々の暮らしや生計を支える生産や職業への応用が可能な生きるための技術となる。

## 病虫害防除
アクアポニックスでは、養殖魚への影響の高い殺虫剤など農業生産で一般的に用いられる薬剤の利用ができないなど、植物栽培に関する薬剤の利用が大きく制約される。一方、植物生産の視点からは、養殖で用いられる抗生物質やホルモン類などは、生産される植物にも残留する可能性があるため、植物同様、薬剤使用には制限を受ける（残留性については今後研究が必要）。一方で、多くのアクアポニックスの取組において薬剤利用の制約があることを積極的に捉えて、薬剤を使わないことをアクアポニックスの長所として位置づけている。薬剤を積極的に使えないということは、見方を変えれば無農薬であるとも言える。食の安全性をアピールする上で有効な手段でもあるため積極的に無農薬で生産する手法を確立していくことがアクアポニックスの長所を伸ばすことにつながる。

### 病虫害防除についての2つの考え方
病虫害の防除法としては大きく２つの方向性が考えられる。一つは、植物や養殖魚の健全性を保つことで、植物や養殖魚がもっている防疫的な機構をしっかりと機能させることである。また、もう一つの方法は、植物や養殖魚の栽培及び養殖環境に対して外部から病気や害虫が侵入することを極力排除する手法である。実際には、上記の２つの手法を組み合わせることで管理をする必要がある。

#### ①植物や養殖魚の健全な成長を保つ工夫
アクアポニックスでは、植物と養殖魚の組合せでそれぞれの健全性を確保することが試みられてきた。例えばテラピアは、低ｐHの養魚水の中でも安定して飼育することができ、一方多くの栽培植物も弱酸性~中性の土壌で良く生育することができることが知られている。このため、テラピアを使ったアクアポニックスシステムは広く世界中で実践されている。しかし、テラピアの飼育には10℃以上の水温が確保されることが必要で、冬季に水温が10℃を下回る地域や設備では年間を通した養殖は不可能である。また、植物の健全な成長には､窒素、リン酸、カリウムといった3大要素だけでなくカルシウムやマグネシウム、さらにモリブデン、銅、亜鉛、マンガン、鉄、ホウ素、塩素などの微量元素などが必要である。これらのミネラルは細胞の働きを正常に機能させ、成長に欠かせない原材料となる。さらに光合成で生産される糖やデンプンなどがエネルギー源となり、これらのパーツに水と酸素がそろって正常に植物が育つことになる。アクアポニックスでは、まず養殖魚に給餌した飼料の一部が養殖魚の体に蓄えられ（成長に使われる）糞尿、残餌などの分解産物が植物の栄養源として使われる。次に分解産物の一部は活性汚泥など微生物の体を構成するために使われ、残った成分が植物に利用されることになる。このため、アクアポニックスでは、必ずしも元素が十二分にあるわけではなく、魚、微生物、植物というそれぞれの段階の吸収量によって不足する元素があることを知ることが重要である。この不足する元素を十分に与えてることが、特に植物の健全な生育には必要である。こうしたバランスの調整の複雑さを解決する手法として、養殖水をワンウェイで栽培に使用する方法などいくつかの手法が開発されている。
一例として飯島、島田らが開発した根域制限メディアベッドでは、養殖魚及び微生物の生育環境と植物の生育環境を防根透水シートで２つに分けることで、栽培環境への養魚水の供給が毛管吸い上げによるワンウェイでの利用となっている為、栽培用培土の土壌ｐHの管理を養殖用の水のpH変化の影響を緩和しながら管理することができる。また培土への施肥が可能なため養魚水の成分変動の影響を少なくしながら不足するミネラルを簡便な方法で栽培植物に供給することができるようになっている。さらに、培土にもみ殻堆肥など有機物を施用できるため日照不足への耐性を高められる仕組みとなっている。さらに、もみ殻堆肥から供給されるケイ酸は、植物の光合性能を高める（茎葉を硬くすることで植物が高く空間を利用できるようになるため光合成がし易くなる。）と同時に植物の防疫性能（茎葉の表面を硬くすること害虫等が付きづらくなる。）を高めるためより健全でバランスの取れた成長が可能となっている。

#### ②薬剤を使わずに外部から病気や害虫が侵入することを防止する方法又は害虫等を捕捉する方法
外部から病気や害虫が侵入することを防止する方法や害虫等を捕捉する方法に関しては、施設園芸と有機栽培において多くの技術が実際の営農分野で蓄積されている。(養殖に関しては筆者は知見がない為不明。）例えば、黄色や黄緑色の粘着シートなどは、葉茎にとりつく様々な害虫を捕捉する。ビニールハウスに設置される赤色防虫ネットはアザミウマなどの害虫がビニールハウスに侵入防止に効果がある。黄色や黄緑色は、アブラムシなど茎葉に取りつき汁を吸う害虫が好んで集まる色であり、飛んできた飛翔昆虫などが粘着シートに捕虫される仕組みである。また、赤色防虫ネットは、赤色により光の波長がある程度制限され、アザミウマ類などには黒っぽい膜を張っているように見えて内部が確認できず侵入しづらいのではと考えられているようである。他の方法としては、ナミテントウを使ってアブラムシを捕食させる方法なども効果が高い。ナミテントウは、一匹で1日あたり100頭ほどのアブラムシを捕食するため、アブラムシが既に発生してしまった場合などにも有効である。また、コンパニオンプランツの活用も有効である。
アクアポニックスでは、窒素肥料成分の入った養魚水での植物栽培が行われる。日照が十分に確保されている場合には、溶液栽培として液肥が十分に供給されるため他の肥料成分等が十分にあるなど栽培条件が整えば効果的な成長が期待できる。しかし、悪天候が続くなど日照不足に陥ると露地同様に植物が徒長し茎葉も軟弱になってしまう。そこで、病虫害が発生しやすくなってしまうのは、通常の露地栽培と同様である。根域制限メディアベッドのように培土を用いることができる場合は、もみ殻堆肥などのような有機質を用いることで照度不足の影響を緩和することができる。

## ウキクサとの関わり
アクアポニックスを実際に運用してみると、メディアベッド、DWC（Deep Water Culture system）、NFT（Nutrient Film Technique）いずれの場合にも水の滞留する場所にウキクサが発生することがある。例えば、濾過槽など、水の動きの遅い場所などにはウキクサが大量に発生し、排水口を詰まらせるなど厄介者として知られている。ウキクサは、ウキクサ、アオウキクサやコウキクサなど小さなウキクサが多い。ウキクサは比較的光の弱い場所でも繁茂し、その増殖速度は2~3日で2倍くらいに増殖するものもある。（動画）観察してみるとわかるが、ウキクサが良く繁茂する場所は、水の滞ったところである。また、ウキクサは、好アンモニア性植物であり、アンモニア態窒素を積極的に利用することのできる植物である。このため、汚泥が沈殿し水の流れの少ない濾過槽のようなところにはよく生育することができるわけである。ウキクサをの生育をコントロールする方法には、水がゆっくりと流れる場所をつくらないことや、ウキクサが生育しやすい場所に光が入らないように板や遮光ネットなどで蓋をしてしまうことである。反対に、ウキクサを積極的に繁茂させる槽を設けて、定期的にウキクサをすくいあげて水中のアンモニアなどを積極的に除去する方法もある。すくいあげたウキクサは、もみ殻などと混ぜ堆肥化したり、メタン発酵を用いて液肥化するなどの手法も有効である。つくば3Eフォーラムバイオマスタスクフォースでは、アクアポニックス技術のマニュアル化及びアクアポニックスへのバイオマス技術の新たな活用の ための試行（継続）～アクアポニックス・バイオマス研究開発によって得られた知見の湖沼浄化 への発信～というテーマの研究プロジェクトで、アクアポニックスで発生したウキクサを試料として、メタン発酵によるガス発生の有無について確認した。水棲生物養殖時の水質浄化用植物としてウキクサを用いることは、それ自体アクアポニックスともいえる。ウキクサは英語でduckweedと翻訳され、カモなども食べることのできる植物である。FAOの出版物「DUCKWEED: A tiny aquatic plant with enormous potential for agriculture and environment」によれば、ウキクサはタンパク質が豊富で、魚、鶏、豚、牛などの補助的な飼料として実際に世界中で利用されてきたことが記されている。ただし、ウキクサのみを飼料とした場合、生育は悪くなってしまうため、あくまで補助的な飼料として利用することが重要である。小規模なアクアポニックスでは、コンポスト化など肥料として用いることが簡便である。

### アクアポニックスとエネルギー
アクアポニックスの特徴の一つは、用水の循環に電力などのエネルギーが必要であることである。また、養殖の水の曝気のための電力など水生生物の安定した生育環境確保のためのエネルギーが必要である。さらに、水温やハウスなどの室温管理、植物への二酸化炭素の供給などのための換気などにもエネルギーが必要となる。これらのエネルギーの利用は、養殖単独の場合のエネルギー利用＋植物栽培のためのエネルギー利用＋溶液循環のためのエネルギー利用の３つの総合であるが、それぞれのエネルギー利用の中で統合して利用可能なものなど整理していくことで、養殖単独＋水耕栽培単独よりも少ないエネルギーでシステムを動かして行くことが可能である。例えば、エアレーションのためのエネルギーの一部はポンプによる水循環のエネルギーを上手につかって溶液に酸素を溶け込ませることもできるし、水槽に蓄えられた熱エネルギーはハウスの気温低下を防止する熱バッファーとして機能させることもできる。システムを上手に省エネ化できると、太陽光発電による再生可能エネルギーや小型の蓄電装置を用いたアクアポニックスシステムを組み上げることも可能となる。飯島、島田らは、ポータブル電源とソーラーシステムを用いた小規模な独立系アクアポニックスシステム（教育用アクアポニクスシステム）を構築している。養殖においてエアレーション用の電力はコスト要素であり、エアレーションを行う理由は、水中に十分な溶存酸素を溶け込ませ水棲生物が十分に呼吸できるようにすることと水棲生物の排泄によって発生する水中のアンモニアを硝化させ毒性の少ない硝酸に変えることとである。アクアポニックスにおいては、アンモニア態窒素などをレタスなどの植物に利用させたり、溶液中に蓄積される硝酸態窒素をやはり植物に利用させるため、硝化に必要なエネルギーを削減することができると同時に、用水を循環利用できるため入れ替え用に用水を井戸等から汲み上げるエネルギーまたは使用する水道水と水道水から塩素等を除去するコストを削減することができる。一方で、エネルギーの完全再生可能エネルギー化やエアレーション用のエネルギーの過度な削減は、システムの安定性を低下させ、イニシャルコストを増加させ、特に養殖魚の斃死をもたらすリスクが高まるため、産業用のシステムを構築にあたっては、リスクを考慮した設計を実施することが重要である。 